# The Miracle (sång av Queen)
The Miracle är en Queenlåt skriven av sångaren Freddie Mercury och finns med på Queens album med samma namn, låten finns även med på deras "Greatest Hits II".

## Musikvideon
I musikvideon ser man fyra pojkar som är utklädda till bandmedlemmarna. I slutet av musikvideon kommer bandmedlemmarna in och spelar in slutet av videon med de utklädda pojkarna.